# Oscar Vestlund
Oscar Vestlund, född 27 april 1993, är en svensk friidrottare (släggkastning) tävlande för IF Göta (före 2015 för Kils AIK). Han vann SM-guld i slägga utomhus och i viktkastning inomhus 2016 och 2017.
Vestlund deltog vid junior-EM i Tallinn, Estland år 2011 men fick inget godkänt kast i kvaltävlingen.
År 2015 deltog han vid U23-EM i Tallinn men slogs ut i kvalet med en fjortondeplats med 65,79 m; endast 12 tävlande gick vidare till final.

## Personliga rekord
| Utomhus - 100 meter – 11,70 (Växjö 16 september 2011) - Kula – 15,62 (Växjö 7 september 2019) - Diskus – 49,68 (Arvika 25 juli 2015) - Slägga – 73,34 (Karlstad 22 juli 2017) - Spjut – 51,36 (Växjö 7 september 2019) | Inomhus - 60 meter – 7,20 (Karlstad 21 januari 2012) - Kula – 15,68 (Göteborg 26 februari 2011) - Viktkastning – 20,28 (Gävle 18 februari 2018) |

### Fotnoter
1. 1 2 3 4 5 6  ”Personsida på European Athletics' webbplats” (på engelska). european-athletics.org. http://www.european-athletics.org/athletes/group=v/athlete=150930-vestlund-oscar/index.html. Läst 17 september 2018.
2. ↑  ”Karensövergångar 2015”. friidrott.se. 12 oktober 2015. Arkiverad från originalet den 17 september 2018. https://web.archive.org/web/20180917181952/http://www.friidrott.se/forbundsinfo/overgangar/karens15.aspx. Läst 17 september 2018.
3. ↑  ”Stora SM 2012, dag 1”. swedishtiming.se. Arkiverad från originalet den 7 mars 2016. https://web.archive.org/web/20160307130244/http://www.swedishtiming.se/resultat/120824.htm. Läst 16 april 2013.
4. ↑  ”Stora SM 2014, dag 1” (htm). trackandfield.se. Arkiverad från originalet den 5 april 2015. https://web.archive.org/web/20150405040001/http://www.trackandfield.se/resultat/2014/140801.htm. Läst 21 oktober 2014.
5. ↑  ”Stora SM 2015, dag 1”. trackandfield.se. Arkiverad från originalet den 17 november 2015. https://web.archive.org/web/20151117091255/http://www.trackandfield.se/resultat/2015/150807.htm. Läst 31 oktober 2015.
6. ↑  ”Stora SM 2016”. Arkiverad från originalet den 23 augusti 2017. https://web.archive.org/web/20170823210252/http://212.247.216.72/friidrott/sm16/Resultat.php. Läst 1 november 2016.
7. ↑  ”Stora SM 2017”. Arkiverad från originalet den 2 oktober 2017. https://archive.today/20171002101026/http://www.trackandfield.se/resultat/2017/170825_27.htm. Läst 1 oktober 2017.
8. ↑  ”Stora SM 2018”. Arkiverad från originalet den 28 augusti 2018. https://web.archive.org/web/20180828053332/http://www.trackandfield.se/resultat/2018/180824.htm. Läst 5 september 2018.
9. ↑  ”Resultat: Friidrotts-SM, Uppsala 14‐16.8.20”. friidrottsstatistik.se. https://www.friidrottsstatistik.se/resultsswe.php?CID=12968582&Season=2020. Läst 1 september 2020.
10. ↑  ”Friidrotts-SM, Borås 27-29.8.21”. friidrottsstatistik.se. https://www.friidrottsstatistik.se/resultsswe.php?CID=12994166&Season=2021. Läst 29 augusti 2021.
11. ↑  ”Resultat: Friidrotts-SM, Norrköping 5‐7.8.22”. friidrottsstatistik.se. https://www.friidrottsstatistik.se/resultsswe.php?CID=13019519&Season=2022. Läst 7 augusti 2022.
12. ↑  ”Stora inne-SM 2016, resultat”. livetiming.se. http://livetiming.se/track/ism16/. Läst 26 maj 2016.
13. ↑  ”ISM i friidrott - Växjö 25-26 februari 2017”. telekonsultarena.se. Arkiverad från originalet den 3 september 2017. https://web.archive.org/web/20170903123052/http://telekonsultarena.se/resultat/ISM17/Resultat.php. Läst 7 mars 2017.
14. ↑  ”ISM 2018 2018-02-27”. primawebb.se. Arkiverad från originalet den 28 februari 2018. https://web.archive.org/web/20180228042650/http://primawebb.se/giffri/ism2018/Results_Total.html. Läst 27 februari 2018.
15. ↑  ”European Athletics U20 Championships - Tallinn 2011” (på engelska). european-athletics.org. http://www.european-athletics.org/competitions/european-athletics-u20-championships/history/year=2011/results/index.html. Läst 10 november 2017.
16. ↑  ”European Athletics U23 Championships - Tallinn 2015”. european-athletics.org. http://www.european-athletics.org/competitions/european-athletics-u23-championships/history/year=2015/results/index.html. Läst 16 oktober 2017.
17. 1 2 3 4 5 6 7 8  ”Personsida på IAAF:s webbplats” (på engelska). iaaf.org. https://www.iaaf.org/athletes/sweden/oscar-vestlund-254186. Läst 17 september 2018.